# مسعود الندوي
مسعود عالم الندوي (1328 - 1373 هـ / 1910 - 1954 م) هو باحث إسلامى، من أهل الباكستان.
كان له اشتغال بنشر اللغة العربية في الباكستان، وأنشا فيها «دار العروبة الإسلامية». من آثاره: «تاريخ الدعوة الإسلامية في الهند» و «الاشتراكية والإسلام» و «شهور ديار العرب» و «الشيخ محمد بن عبد الوهاب الداعية المظلوم».